# Faraon (film)
Faraon je poljski pustolovski zgodovinsko-dramski film iz leta 1966, ki ga je režiral Jerzy Kawalerowicz in zanj napisal tudi scenarij skupaj z Tadeuszom Konwickijem, temelji na istoimenskem zgodovinskem romanu Bolesława Prusa. V glavnih vlogah nastopajo Jerzy Zelnik, Wiesława Mazurkiewicz, Barbara Brylska in Krystyna Mikołajewska. Zgodba prikazuje mladega faraona Ramzesa XIII. v boju z egiptovsko duhovščino za vpliv.
Film je bil premierno prikazan 11. marca 1966 v poljskih kinematografih, kjer je s prodanimi sedmimi milijoni vstopnic postal eden najbolj gledanih poljskih filmov vseh časov. Kot poljski kandidat je bil nominiran za oskarja za najboljši mednarodni celovečerni film na 38. podelitvi. Prikazan je bil tudi v tekmovalnem programu Filmskega festivala v Cannesu, kjer je bil nominiran za glavno nagrado zlata palma.

## Vloge
- Jerzy Zelnik kot Ramzes XIII. in njegov dvojnik Likon
- Piotr Pawłowski kot Herhor
- Leszek Herdegen kot Pentuer
- Emir Buczacki kot Tutmoz
- Ryszard Ronczewski kot Ennana
- Jerzy Block kot Felah
- Krystyna Mikołajewska kot Sara
- Andrzej Girtler kot Ramzes XII.
- Wiktor Grotowicz kot Nitager
- Wiesława Mazurkiewicz kot kraljica Nikotris
- Kazimierz Opaliński kot Berossus
- Stanisław Milski kot Mefres
- Józef Czerniawski kot Mentezufis
- Edward Rączkowski lot Dagon
- Marian Nosek kot Rabsun
- Alfred Łodziński kot Hiram
- Barbara Brylska kot Kama
- Jarosław Skulski kot Sargon
- Leonard Andrzejewski kot Tehenna
- Lucyna Winnicka kot duhovnica ob mumifikaciji Ramzsesa XII.
- Bohdan Janiszewski kot varuh labirinta
- Mieczysław Voit kot Samentu
- Ewa Krzyżewska kot Hebron